# Луи Пол Боон
Луи Пол Боон (на нидерландски: Louis Paul Boon) е фламандски писател и художник, смятан за един от най-значимите романисти, писали на нидерландски през 20 век.

## Биография
Той е роден на 15 март 1912 година в Алст. Шестнадесетгодишен прекъсва училище и започва работа при баща си като бояджия. Известно време посещава вечерни курсове по изобразително изкуство, но се отказва, поради липса на средства. През 40-те години започва да работи като журналист в различни вестници. През следващите години става известен със своите романи. След 1969 година спира да пише и се посвещава на рисуването.
Луи Пол Боон умира на 10 май 1979 година в Ерембодегем, днес част от Алст.